# Rashid bin Humaid Al Nuaimi II
Ne doit pas être confondu avec Rashid bin Humaid Al Nuaimi ou Rashid bin Humaid Al Nuaimi III.
Rashid bin Humaid Al Nuaimi II fut le dirigeant d'Ajman, l'un des États de la Trêve qui forment aujourd'hui les Émirats arabes unis (EAU), de 1864 à 1891. Son règne, bien que largement pacifique, fut marqué par l'expansion de l'influence wahhabite dans les États de la Trêve.

## Fort Al Zorah
Rashid participa à la tentative de construction d’une fortification à Al Zorah, sur la côte d’Ajman, au sud de Hamriyah. Initialement une île sablonneuse inhabitée entourée de marais de mangroves, Al Zorah vit en 1866 l’édification d’un fort par Khalid bin Sultan Al Qasimi (en) de Charjah, soutenu par Rashid bin Humaid et avec l’aide financière de l’agent wahhabite Turki bin Ahmed Al Sudairi. Comme ce développement "menaçait la paix de la côte" selon les Britanniques, le fort fut bombardé et réduit en ruines par le navire britannique HMS Highflyer (en).

## Paix maritime
Pendant le règne de Rashid, Ajman bénéficia de la période de paix et de calme relatif qui suivit le Traité maritime perpétuel de 1853 (en), une époque où le commerce maritime et la pêche aux perles purent prospérer. L'une des rares violations majeures de ce traité survint en 1882, lorsqu'un certain nombre de bateaux d'Ajman furent impliqués dans une attaque contre un bateau turc, le *Fath Al Karim*, en mer Rouge. Non seulement les bateaux d'Ajman participèrent au raid, mais le butin fut débarqué à Ajman. Les Britanniques dépêchèrent immédiatement le *HMS Arab* à Ajman, et neuf bateaux de la flotte d'Ajman furent brûlés à titre d'exemple. Un différend entre les bateaux de Sharjah et d'Ajman éclata en 1884 sur les bancs de perles, mais cette fois, les Britanniques résolurent le conflit en brûlant le bateau de Sharjah.
Bien que les mers fussent relativement calmes, plusieurs événements vinrent perturber la paix sur terre durant le règne de Rashid. Le problème principal fut celui des débiteurs en fuite. Échappant à une dette, un commerçant fuyait d'un émirat pour se réfugier dans le suivant, ce qui provoquait des ruptures constantes des relations entre les communautés côtières. Rashid bin Humaid signa l'« Accord sur les débiteurs fugitifs » du 24 juin 1879, que les Britanniques espéraient voir devenir un instrument efficace d'extradition entre les souverains.